# 穆罗莱切塞
穆罗莱切塞（義大利語：Muro Leccese），是意大利莱切省的一个市镇。总面积16平方公里，人口5138人，人口密度321.1人/平方公里（2009年）。ISTAT代码为075051。